# Усени, Морган
Морган Усени (англ. Morgan Uceny; род. 10 марта 1985 года, Плимут, штат Индиана) — американская легкоатлетка, бегунья на средние дистанции.

## Биография
Усени выпустилась из Корнеллского университета в 2007 году, за время обучения четыре раза включалась в символические сборные лучших спортсменов среди студентов. В 2008 году стала бронзовым призёром США в беге не 800 метров в помещении, показав результат 2:04:12. В 2010 завоевала бронзу на чемпионате США в беге на милю с результатом 4:19:46.
2011 году Усени начала очень хорошо. Она победила на брюссельском этапе Бриллиантовой лиги и была лидером сезона в беге на 1500 метров с результатом 4:00.06. На чемпионате мира в Тегу Усени вышла в финальный забег и была фаворитом, но финишировала десятой из-за падения.
В 2012 году Усени победила в отборе на Олимпийские игры в Лондоне. На Играх она успешно преодолела квалификацию, но в финальном забеге упала.
В 2014 году она вышла в финал чемпионата страны в беге на 1500 метров, но вновь не смогла показать высокий результат из-за падения. В Париже, на этапе Бриллиантовой лиги, пробежала 1500 метров с результатом 4:04.76.

## Результаты на международных соревнованиях
| Год  | Соревнования         | Страна                   | Место | Дисциплина | Время   |
| ---- | -------------------- | ------------------------ | ----- | ---------- | ------- |
| 2007 | Панамериканские игры | Рио-де-Жанейро, Бразилия | 11    | 800 м      | 2:04.13 |
| 2011 | Чемпионат мира       | Тэгу, Южная Корея        | 10    | 1500 м     | 4:19.71 |